# Droits LGBT aux Philippines

Carte montrant les provinces, villes, municipalités et barangays des Philippines qui possèdent des lois contre la discrimination basée sur l'orientation sexuelle ou l'identité de genre.

Les personnes lesbiennes, gays, bisexuelles, et transgenres (LGBT) aux Philippines peuvent faire face à des difficultés légales que ne connaissent pas les résidents non-LGBT. Les gays et lesbiennes sont généralement tolérés, sinon acceptés, dans la société philippine, mais il existe encore une discrimination généralisée.

## Contexte social
Les Philippines sont un pays à majorité catholique, 92,5 % de la population se rattachant à cette religion. Les mentalités sur les questions d'identités de genre et d'orientations sexuelles sont fortement influencées par l'Église catholique, qui constitue la principale opposante aux droits des personnes LGBT. L'Islam et l'Iglesia ni Cristo, les deux autres principales religions du pays, assimilent également l'homosexualité et le transidentité comme des signes de décadence et d'immoralité.
Toutefois, selon le centre de recherche américain Pew Research Center dans une étude menée en 2013 dans 39 pays, les Philippines sont l'une des nations les plus « gay-friendly » du monde, et la plus « gay-friendly » d'Asie. En effet, 73 % des Philippins déclarent que « l'homosexualité devrait être acceptée par la société », contre 64 % en 2002.

## Représentation politique
Pour la première fois, une femme trans, Geraldine Roman, est élue à la Chambre des représentants lors des élections législatives de 2016.